# Alegeri pentru Parlamentul European în Italia, 2004

## ALEGERILE EUROPENE DIN ITALIA 2004
Alegerile pentru a VI-a legislatură(2004-2009) pentru Parlamentul European au avut loc in Italia pe 12 respectiv 13 iunie 2004.
Fragmentarea politicii italiene face dificilă identificarea unei tendințe generale dar rezeltatula  fost văzut ca o înfrângere pentru Președintele Consiliului Silvio Berlusconi și ca  o victorie pentru opoziția de centru stânga condusă de Romano Prodi care a fost Președintele Comisiei europene, iși incetase activitatea și era de asteptat ca va reintra în politica italiană internă pentru următoarele alegeri.

LOCURI
Circumscriptie electorală                                         Regiuni                                                   Locuri

NORD-VEST:	              LIGURIA,LOMBARDIA, PIEMONTE,VALLE D’AOSTA                                              23

NORD-EST  :   EMILIA ROMAGNA, FRIULI-VENEZIA-GIULIA, TRENTINO ALTO-ADIGE, VENETO                                      15

CENTRU     :                     LAZIO, TOSCANA, MARCHE, UMBRIA                                                       16
SUD  :                      ABRUZZO, BASILICATA, CALABRIA,CAMPANIA,MOLISE,PUGLIA                                      17

INSULE:                      SARDEGNA , SICILIA	                                                                      7

## MEMBRII ALEȘI
NORD-VEST
- VITTORIO AGNOLETTO ( Sinistra Unitaria Europea)
- GABRIELE ALBERTINI (PPE)
- PIER LUIGI BERSANI(Partidul Socialiștilor Europeni)
- VITO BONSIGNORE (PPE)
- MARIO BORGHEZIO (Independență și Democrație)
- MERCEDES BRESSO (Partidul Sociaiștilor Europeni)
- GIULIETTO CHIESA (Alianța Democraților și Liberalilor din  Europa)
- CHARLES  FATUZZO(PPE)
- MONICA  FRASSONI(Alianta Libera Europeana)
- JAS  GAWRONSKI(PPE)
- ROMANO MARIA LA RUSSA(Uniunea Pentru Natiunile Europene)
- PIA ELDA LOCATELLI (Partidul Socialistilor Europeni)
- MANTOVANI(PPE)
- MARIO MAURO(PPE)
- CRISTIANA MUSCARDINI(Uniunea Pentru Europa Națiunilor)
- MARCO PANNELLA(Alianța Liberarilor și Democraților Europeni)
- PIER ANTONIO PANZERI (Partidul Socialiștilor Europeni)
- GUIDO PODESTA (PPE)
- MARCO RIZZO(Unitatea Europeana de Stânga)
- MATTEO SALVINI(Independenta si Democratie)
- FRANCESCO SPERONI(Independenta si Democratie)
- PATRIZIA TOIA(Alianta Liberarilor si Democratilor pentru Europa)
- MARTA VINCENZI(Partidul Socialistilor Europeni)

NORD-EST
- SERGIO BERLATO(Uniunea pentru Europa Natiunilor)
- GIOVANNI BERLINGUER(Partidul Socialistilor Europeni)
- EMMA BONINO(Alianta Liberarilor si Democratilor pentru Europa)
- UMBERTO BOSSI(Independenta si Democratie)
- RENATO BRUNETTA(PPE)
- GIORGIO CAROLLO(PPE)
- PAOLO COSTA(Alianta Liberarilor si Democraților pentru Europa)
- ANTONIO DE POLI(PPE)
- MICHL EBNER(PPE)
- SEPP KUSSTATSCHER(Alianța Liberă Europenă)
- ENRICO LETTA(Alianta Liberarilor si Democraților pentru Europa)
- ROBERTO MUSACCHIO(Unitatea Europeană de stânga)
- VITTORIO PRODI(Alianta Liberarilor si Democraților pentru Europa)
- AMALIA SARTORI(Partidul Popular European)
- MAURO ZANI(Partidul Socialist European)

CENTRU
- ROBERTA ANGELILLI (Uniunea pentru Națiunile europene)
- ALFREDO ANTONIOZZI (Partidul Popular European)
- ALESSANDRO BATILLOCCHIO
- ARMANDO DIONISI(Partidul Popular European)
- ALESSANDRO FOGLIETTA(Uniunea pentru Națiunile europene)
- LILI GRUBER (Partidul Socialist European)
- UMBERTO  GUIDONIC
- LUISA MORGANTINI(Unitatea Europeana de Stânga)
- ALESSANDRA MUSSOLINI(Identitate, Tradiție, Suveranitate)
- PASQUALINA NAPOLETANO(Partidul Socialist European)
- LAPO PISTELLI(Alianța Democraților și Liberalilor Europeni)
- GUIDO SACCONI (Partidul Socialist European)
- LUCIANA SBARBATI(Alianța Democraților și Liberalilor pentru Europa)
- ANTONIO TAJANI(Partidul Popular European)
- STEFANO ZAPALLA(Partidul Popular European)
- NICOLA ZINGARETTI(Partidul Socialist European)

SUD
- ALFONSO ANDRIA(Alianța Democraților și Liberalilor pentru Europa)
- FAUSTO BERTINOTTI(Unitatea Europeana de Stânga)
- LORENZO CESA (Partidul Popular European)
- PAOLO CIRINO POMICINO (Partidul Popular European)
- MASSIMO D’ALLEMA (Partidul Socialist European)
- GIANNI DE MICHELIS
- OTTAVIANO DEL TURCO (Partidul Socialist European)
- ANTONIO DI PIETRO (Alianța Democraților și Liberalilor pentru Europa)
- GIUSEPPE GARGANI (Partidul Popular European)
- UMBERTO PIRILLI (Uniunea pentru Națiunile europene)
- GIOVANNI PITTELLA (Partidul Socialist European)
- ADRIANA POLI BORTONE (Uniunea pentru Națiunile europene)
- LUCA ROMAGNOLI (Identitate, Tradiție, Suveranitate)
- MICHELE SANTORO (Partidul Socialist European)
- SALVATORE TATARELLA (Uniunea pentru Națiunile europene)
- RICCARDO VENTRE (Partidul Popular European)
- MARCELLO VERNOLA (Partidul Popular European)

INSULE
- GIUSEPPE CASTIGLIONE(Partidul Popular European)-desființat în 2008
- GIUSTO CATANIA(Partidul Popular European)
- LUIGI COCILOVO (Alianța Democraților și Liberalilor pentru Europa)
- GIVANNI CLAUDIO FAVA (Partidul Socialist European)
- RAFAELLE LOMBARDO(Partidul Popular European)
- FRANCESCO MUSOTTO(Partidul Popular European)
- NELLO MUSUMECI (Uniunea pentru Națiunile europene)